# Coldplay
Coldplay (транскр.  Колдплеј) британска је рок група коју су 1996. у Лондону основали музичари Крис Мартин, Џони Бакланд, Гај Бериман и Вил Чемпион. 

## Каријера бенда
Након формирања бенда „Пекторалс" (енгл. Pectoralz), Басиста Гај Бериман се придружује групи и мењају име у Старфиш (енгл. Starfish). Придруживањем Вила Чемпиона (бубњеви, вокали и други инструменти) комплетирана је поставка бенда. Менаџер Фил Харви је често сматран незваничним петим чланом бенда. 
Бенд 1998. мења име у Колдплеј, пре снимања и објављивања три мини албума; Сејфти (енгл. Safety) 1998, "Brothers & Sisters" као сингл 1999. и "The Blue Room" исте године. Ово последње је био њихов прво издање за великог издавача, након певања за Парлофон (енгл. Parlophone).
Од оснивања ове алтернативне рок музичке групе широм света је продато 40 милиона копија њихових музичких албума и синглова.
Светску славу постигли су синглом "Yellow" (2000), праћеним њиховим деби албумом објављеним исте године под називом "Parachutes" који је био номинован за Меркјури награду (Mercury Prize). Њихов други албум A Rush of Blood to the Head (2002) је објављен уз добре критике и освојио је неколико награда укључујући и награду за албум године популарног британског музичког недељника "NME" (енгл. New Musical Express). Њихово наредно издање - "X&Y", најпродаванији албум у свету 2005. године, при објављивању се сусретао са већински позитивним критикама, мада су неке сматрале да је X&Y инфериоран у односу на свог претходника. Четврти студијски албум бенда, Viva la Vida or Death and All His Friends (2008) продуциран од стране Брајана Еноа (Brian Eno) и објављен уз опет углавном позитивне критике, стекао је неколико номинација за Греми награду да би их 2009. и освојили и то за песму године (Viva la Vida), најбољи поп наступ од стране дуа или групе са вокалима и коначно за најбољи рок албум (Viva la Vida or Death and All His Friends).
24. октобра 2011. издају свој пети студијски албум "Mylo Xyloto" који је дочекан са мешовитим до позитивним критикама, био је на врху слушаности у преко 34 земље и уједно британски најпродаванији албум у 2011. години.

## Чланови групе
- Крис Мартин — певач, клавијатуре и гитара
- Џони Бакланд — гитара
- Гај Бериман — бас-гитара
- Вил Чемпион — бубњеви, пратећи вокали и други инструменти

## Дискографија
- Parachutes (2000)
- A Rush of Blood to the Head (2002)
- X&Y (2005)
- Viva la Vida or Death and All His Friends (2008)
- Mylo Xyloto (2011)
- Ghost Stories (2014)
- A Head Full of Dreams (2015)
- Everyday Life (2019)
- Music of the Spheres (2021)
- Moon Music (2024)